# سراج الدين الحمصي
أبو حفص سراج الدين عمر بن موسى بن الحسن بن محمد ابن عيسى القرشي المخزومي الحمصي الشافعي قاضي دمشق. ولد سنة 781 هـ، وتوفي سنة 861 هـ.

## تصانيفه
- توضيح المبهم والمجهول على منهاج الأصول للبيضاوي.
- روضات الناظرين.
- زاد الفقير.
- سطور الأعلام في مباني الإيمان والإسلام.
- شرح المنهاج للنووي في الفروع لم يكمل.
- الشهب العلية في الرد على من كفَّر ابن تيمية.
- صفوة الأصفياء في خلاصة الأولياء.[1]

## نصرته لابن تيمية
ألف كتابه الشهب العلية في الرد على من كفَّر ابن تيمية ردًا على تكفير علاء الدين البخاري ومن سماه شيخ الإسلام. والكتاب عبارة عن قصيدة تزيد عن مائة بيت. حيث اجتمع في رجب 836 هـ بطرابلس مع شمس الدين بن زهرة شيخ الشافعية بعد ما بلغه ما وقع بين علاء الدين والحنابلة، فاستفتى له بعض المصريين، فاتفقوا على تخطئة علاء الدين البخاري، فلما بلغ الحمصي ذلك ألف الكتاب بوفاق المصريين وفيه أن من زعم كفر ابن تيمية هو الذي يكفر. فبلغ ذلك ابن زهرة فقال: كفر القاضي، وقام الناس عليه، وفر الحمصي إلى بعلبك، وكاتب أحد رجال الدولة فأرسلوا له مرسومًا بالكف عنه فهدأ الأمر وسكن.